# Sequential Circuits Studio 440

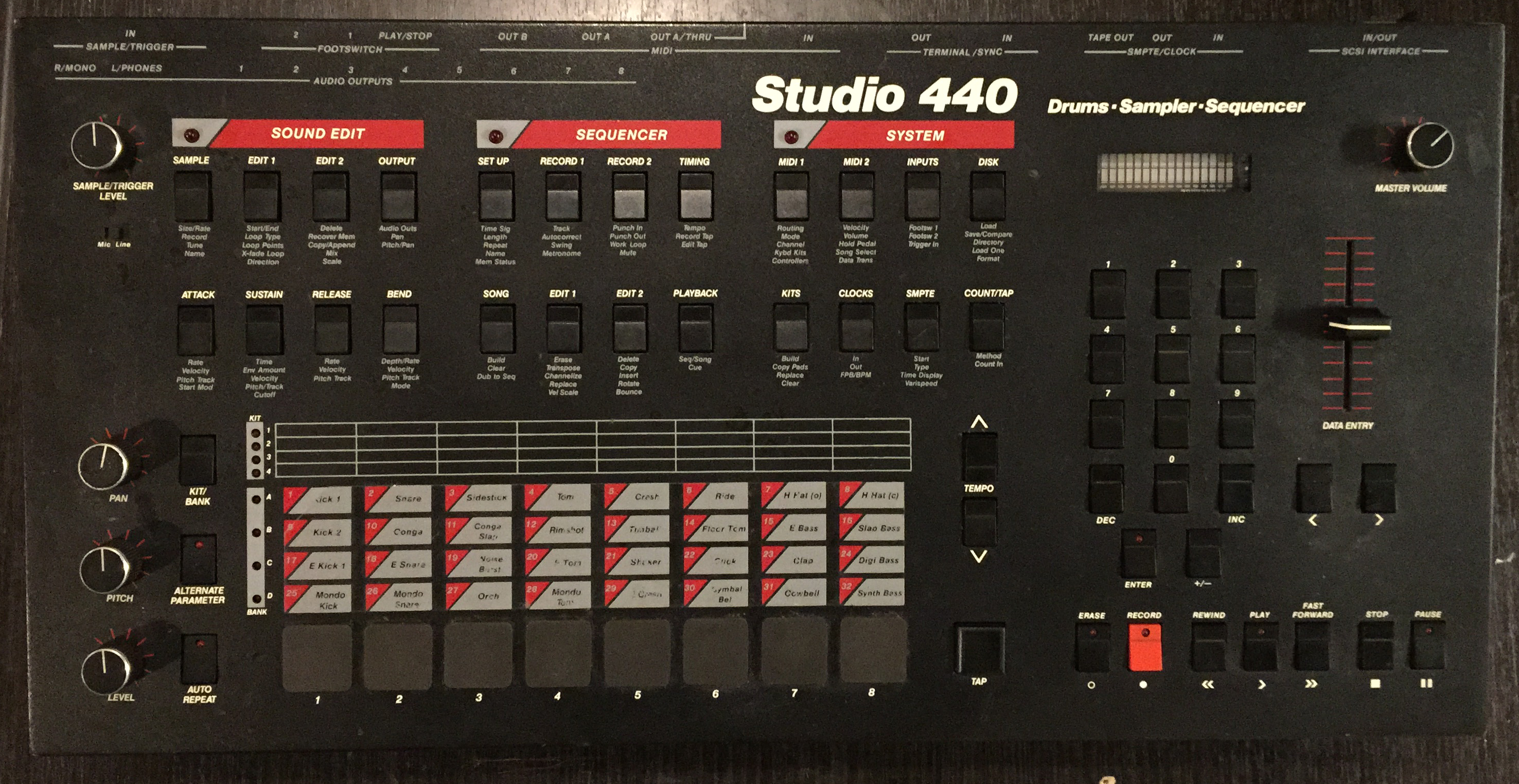
Sequential Circuits Studio 440

Studio 440 — семплер, секвенсор і драм-машина з 32 звуками, виготовлена компанією Dave Smith, Sequential Circuits (SCI) і випущеними в 1986 році. Ядро семплера подібне до ядра Prophet 2000 і Prophet 2002. Мала 3,5 дюймовий дисковод для зберігання зразків і даних.

## Частота вибірки
440 також полегшила доступ до повної версії 768 КБ доступної пам’яті для створення 12-бітних семплів від 12,5 до 33,5 секунд і до 41,667 кГц. 
- 15,625 частоти  кГц : 33,5 секунди — 6 смуга пропускання кГц [3]
- 31,250 частота кГц : 16,7 секунди — 12 смуга пропускання кГц
- 41,667 частоти  кГц : 12,5 секунд — 18 смуга пропускання кГц

## Секвенсор
- 8 треків [4]
- Місткість 40 000 банкнот [5]
- 999 тактів на послідовність
- 99 послідовностей
- Два дискретних MIDI- виходи з до 32 MIDI-каналами

## Відомі користувачі
- Aphex Twin [6]
- The Beatmasters [7]
- Ден Автомат [8]
- Саймон Харріс [9] [10]
- King Tech
- Мантронікс [11]
- The Orb [12]
- Князь Павло
- Тричі Допінг

## Подальше читання
- The Shape Of Things To Come. Sound On Sound. September 1986. с. 6. ISSN 0951-6816. OCLC 925234032.